# Emmure
Emmure е метълкор група, сформирана в град Ню Феърфийлд, щата Кънектикът, САЩ през 2003 г.

## История
Emmure е формирана през 2003 г., когато Франки Палмъри се запознава с Джо и Бен Лионети през интернет. След това Палмъри пътува до Кънектикът, за да започнат заедно репетициите. Басистът Дан Щайндлър и китаристът Джеси Кетив, също се присъединяват. През 2004 г. Щайндлър напуска групата и по-късно е заменен с Марк Дейвис. През 2008 г. групата е съпорт на Misery Signals, August Burns Red и Burn Down Rome.
На 1 май 2009 г. се появяват слухове, че братя Лионети ще напуснат групата, поради конфликти с останалите. Това по-късно е потвърдено от Джо. На 20 юни излиза видеоклип на песента „False Love in Real Life“, който е пуснат по MTV. През 2010 г. участват на Warped Tour. „Speaker of the Dead“ излиза на 15 февруари 2011 г., а три дни по-късно сингъла „Demons with Ryu“ в iTunes.
През 2014 г. участват на „Mayhem Festival“, заедно с Avenged Sevenfold, Korn, Cannibal Corpse, Suicide Silence, Trivium, Asking Alexandria, Miss May I, Veil of Maya, Upon a Burning Body и Body Count. През 2016 г. групата подписва с SharpTone Records, които издават на следващата година албумът „Look at Yourself“.

## Стил и текстове
Групата е определяна за метълкор, ню метъл, деткор и алтърнатив метъл. Те получават и хваление и критика за изобилието от брейдауни в музиката си. Рапирането и дисонантните акорди също често са включвани в техния звук. Въпреки че са етикетирани от мнозина като деткор, те често се наричат металкор от феновете и пресата. Групата понякога включва чисти вокали в музиката си.
Лиричните теми, които Emmure засяга, обикновено се фокусират върху разделите, социалното безразличие, философията и религията.
Франки Палмъри твърди, че е повлиян от Фред Дърст и Джонатан Дейвис. Също така и от бандите на 1990–те: Limp Bizkit, Korn, Nine Inch Nails, Slipknot и Converge.

## Скандали
Фронтменът Франки Палмъри е замесен в скандал, когато започва продажбата на серия тениски под негово име и снимка от масовото убийство в Колумбайн, с фразата „Първо стреляй, после питай“. Друга тениска е със сцена от „Американска история X“ с надпис, който гласи „Насилието като начин на живот“. Многобройни журналисти и блогъри отбелязват усилията като „лош дизайн“, „ужасен вкус“ и „ужасно обидно“. Освен това, Палмъри е цитиран в редица онлайн сайтове, в които използва думите „педераст“ и „негро“ многократно, ходове, които карат някои наблюдатели да го наричат расист и хомофоб.

## Състав
| Настоящи членове - Франки Палмъри – вокали (2003– ) - Джошуа Травис – китара (2016– ) - Фил Локет – бас (2016– ) - Джош Милър – барабани (2016– ) |  | Предишни членове - Дан Щайндлър – бас (2003 – 2004) - Джеси Кетив – китара (2003 – 2015) - Бен Лионети – китара (2003 – 2009) - Джо Лионети – барабани (2003 – 2009) - Марк Дейвис – бас (2004 – 2015) - Майк Мълхолънд – китара (2009 – 2015) - Майк Кейб – барабани (2009 – 2011) - Марк Кастийо – барабани (2012 – 2014) - Адам Пиърс – барабани (2014 – 2015) |

## Дискография

### Албуми
- „Goodbye to the Gallows“ (2007)
- „The Respect Issue“ (2008)
- „Felony“ (2009)
- „Speaker of the Dead“ (2011)
- „Slave to the Game“ (2012)
- „Eternal Enemies“ (2014)
- „Look at Yourself“ (2017)